# Procandea cordillerae
Procandea cordillerae är en insektsart som beskrevs av Young 1968. Procandea cordillerae ingår i släktet Procandea och familjen dvärgstritar. Inga underarter finns listade i Catalogue of Life.